# レゴランド・ディスカバリー・センター東京
レゴランド・ディスカバリー・センター東京（レゴランド・ディスカバリー・センターとうきょう、LDC東京）は、デックス東京ビーチの6階と7階にあるレゴブロックの屋内型テーマパーク。世界7カ国に17ヶ所あるレゴランド・ディスカバリー・センターの一つ。

## 概要
当初は2002年に千葉市美浜区の幕張海浜公園に世界で4番目のレゴランドが開園予定だったが、不況の影響で出資企業が集まらず幕張のレゴランド誘致計画は2003年に断念、正式撤退された。その後、2012年6月15日に、デックス東京ビーチの台場小香港の跡地において開業した。レゴ教室やレゴを使った乗り物や有名な建造物をレゴで再現した「MINILAND」がある。
2015年4月開業の「レゴランド・ディスカバリー・センター大阪」や2017年7月開業の「レゴランド・ジャパン・リゾート（愛知県名古屋市）」は、同じ運営会社（マーリン・エンターテイメンツ・ジャパン）の別の施設である。
全世界のレゴランド・ディスカバリー・センターの規則に合わせ、中学生までの子どもの同伴がない場合、大人のみでの入場はできない（特別なイベント時を除く）。

## 園内施設
レゴ・ファクトリー
レゴブロックを作る工場を模したもの。
キングダム・クエスト
レーザー・ガンで標的を打つアトラクション。
ミニランド
東京の名所を160万個以上のレゴブロックを使って再現した、ミニチュアサイズのジオラマ。季節に応じた展示替えもある。一定周期で照明が明暗切り替えられ、夜には花火の映像が投影される。「〇〇ハント」と題したイベント時には、記載のミニフィグのうち数体を隠し来場者に探させる。
クリエイティブワークショップ
マスター・ビルダーまたはスタッフと一緒に、レゴ作品をつくる教室。作った作品を持ち帰ることはできないが、参加証を持参することでショップで購入できる場合もある。
レゴニンジャゴー シティ アドベンチャー
巨大ジャングルジム。消防署を模した「ファイヤーアカデミー」が、2017年4月1日から「ニンジャ道場」としてリニューアルし、時間制限のある入れ替え制になった。ボールプール、ボール投げ、レーザー光線をよけながら進む暗道、などがある。
4Dシネマ
3Dメガネをかけて映像を見ていると、水しぶき、風、雪などが追加される4D（四次元感覚）のシネマ。通常約12分の映像が30分間隔で上映される。
マーリン・アプレンティス
自転車のペダルをこいで上昇する2人乗りのアトラクション。身長90 cm以上必要で、120 cm未満の場合は18歳以上の大人同伴が必要。
デュプロビレッジ
2～5歳児向けの、デュプロやソフトブロックで遊べる空間。滑り台もある。
レゴレーサー：ビルド＆テストゾーン
レゴブロックでクルマをつくり、レース走行レーンで競争させたり、傾斜のついたテストコースでジャンプさせたりできるエリア。
ダイノ・エクスプローラー
2018年3月9日オープン。レゴブロックで恐竜をつくり、ストップモーション動画を作成できる。
2016年3月18日からは、「レゴシティトレインワールド」があった。
2014年3月25日からは、「ニンジャゴー トレーニング キャンプ」があった。
カフェテリア
レゴランド・ディスカバリー・センターオリジナルメニューの他、ペットボトルや紙パックの飲料、お弁当、おにぎり、サンドイッチ、スナック類なども販売している。アイスクリームやドリンクの自販機もある。
水分補給用の水筒、乳児用ミルク、離乳食など一部を除いて持ち込み不可。
パーティールーム
5名または8名以上で予約可、広さ約29 m2。
Pick A Brickショップ
エントランス横（3階）にある。入場チケット不要。
レゴランド・ディスカバリー・センター ショップ
ダイノ・エクスプローラーから続く出口と、デックス東京ビーチアイランドモールのエレベーターの間（6階）にある。レゴランド・ジャパンの優待チケット取扱い有。入場チケット不要。

## 不祥事
レゴランド・ディスカバリー・センター東京において、2018年4月21日に同センターを訪れた、全員が聴覚障がい者である家族とその子どもの友人がセンター側から聴覚障がいを理由に入場を断られていた事が判明した。
これは緊急時の避難誘導の際にスタッフの誘導の呼びかけが聞こえないためという理由で、当時のウェブサイトにその説明が書かれていたが、同年代の健常者の子どもが入場出来ていたのに対して、訪問していた子ども達が自分が入場出来ない事にショックを受けた事から、全日本ろうあ連盟（東京都新宿区）に相談し、連盟は障害者差別解消法第3章（事業者における障害を理由とする差別の禁止）に該当するのではないかと判断して、国や、施設のある港区に対応を求めた。その結果、経済産業省より同法に違反するとして、センターを運営するマーリン・エンターテイメンツ・ジャパンに対して口頭による注意を行った。また、日本におけるレゴランドでの今回問題となった規定が、そもそものマーリン・エンターテイメンツ社における世界共通のポリシーとして明記されている「あらゆる障がいをお持ちの方も施設内にご入場いただけます。障がいをお持ちの方のみのご入場も例外ではありません」という内容にも反していた事から、運営会社のマーリン・エンターテイメンツ・ジャパン側が謝罪する事態となった。
現在のウェブサイトにおいては、該当部分の表記が削除された上でスタッフのサポート等を充実させている旨の記載に変更されている。また、事態発覚後からしばらくの間、同ウェブサイトにはセンター側からの謝罪文が掲載されていた。